# George Rochberg
George Rochberg (Paterson, Nueva Jersey, 5 de julio de 1918 - Bryn Mawr, Pensilvania, 29 de mayo de 2005), fue un compositor estadounidense de música académica contemporánea.

## Biografía
George Rochberg estudió en la Universidad de Mannes (en donde uno de sus profesores fue George Szell), y en el Instituto Curtis. Desde 1960 enseñó en la Universidad de Pensilvania, siendo presidente del departamento de música hasta 1968 y se retiró en 1983 como profesor honorario. También trabajó como director de publicaciones de las ediciones musicales. Uno de sus estudiantes más notable fue Vicent McDermott.

## Música
Rochberg se inició con un período de experimentación con la música derivada de la Segunda Escuela de Viena, del dodecafonismo de Schöenberg (composiciones usando los doce tonos de la escala cromática) y del serialismo de Anton Webern. De esta época destaca la Sinfonía n.º 2 (1955-56) una de las primeras composiciones seriales realizadas por un compositor americano.
Rochberg abandonó esa línea cuando su hijo murió en un accidente automovilístico en 1963: dijo que el serialismo estaba completamente vacío de expresividad y era insuficiente para expresar su dolor y rabia. La lengua de Schöenberg, para él, se convirtió en un "esperanto musical", una lengua artificial incapaz de expresar serenidad, tranquilidad, tolerancia, ingenio y energía. Esta vivencia le hizo volver a descubrir el gran trabajo de los maestros clásicos y románticos. Abandonó la noción rígida de progreso y las formas clásicas reaparecieron, fueron citadas a menudo literalmente en su música. Es un proceso semejante al movimiento, simultáneo, de la arquitectura postmoderna, donde elementos del pasado se combinan de nuevas y diversas maneras con el lenguaje del Movimiento moderno. 
La música de Rochberg, que causó una revolución en el vanguardismo académico de los años 1960, era un nuevo neo-romanticismo. Fue Schoenberg mismo quien dijo: "El romanticismo está muerto. Deseo larga vida al nuevo romanticismo". Algunas de las obras de ese periodo fueron collages musicales de citas de otros compositores, como Contra Mortem y Tempus (1965), una obra que contiene pasajes de Pierre Boulez, Luciano Berio, Edgard Varèse y Charles Ives.
En los años setenta, se convirtió de hecho en un autor polémico por el empleo de pasajes tonales en su música. Su uso de la tonalidad comenzó a ser por primera vez conocido con su String Quartet No. 3 (1972), que incluye todo un conjunto de variaciones escritas al estilo del último Beethoven. Otro movimiento del cuarteto contiene pasajes que recuerdan a la música de Gustav Mahler. Este uso de la tonalidad provocó críticas le clasificaban como un compositor neoromántico. Comparó la atonalidad con el arte abstracto y la tonalidad con el arte concreto y comparó su evolución artística con la de Philip Guston, diciendo que "la tensión entre concreción y abstracción" era una cuestión fundamental para ambos (Rochberg, 1992).
Rochberg es tal vez más conocido por sus String Quartets n.º 4-6 (1977-78), conocidos como «Concord Quartets» porque fueron compuestos para el «Concord String Quartet». El String Quartet n.º 6 incluye una serie de variaciones sobre el Canon in D de Pachelbel. 

## Catálogo de obras
| Año     | Obra | Tipo de obra                              | Duración |
| -       | Three Elegiac Pieces, para piano.                                                                                              | Música solista (piano)                    | 21:30    |
| -       | Sonata-Aria, para chelo y piano.                                                                                               | Música instrumental (violonchelo y piano) | 30:00    |
| -       | Fantasies, para voz y piano.                                                                                                   | Música vocal (piano)                      | -        |
| -       | Time-Span II, para orquesta.                                                                                                   | Música orquestal                          | -        |
|         | Eden: Out of Time and Out of Space Chamber. Concierto para guitarra y ensemble.                                                | Música orquestal (concierto)              | 20:00    |
|         | Hymn to American Spirit, para coro (SATB).                                                                                     | Música coral                              | -        |
|         | Sonata Seria, para piano. | Música solista (piano)                    | 23:00    |
| 1937/69 | Book of Songs, colección para voz y piano.                                                                                     | Música vocal (piano)                      | -        |
| 1941    | Variations on an Original Theme, para piano.                                                                                   | Música solista (piano)                    | 20:00    |
| 1946    | Four Songs of Solomon, para voz y piano.                                                                                       | Música vocal (piano)                      | 07:00    |
| -       | Duo for Oboe y Bassoon (1946; rev. 1969)                                                                                       | Música instrumental (dúo)                 | -        |
| 1946    | Two Preludes and Fughettas from the "Book of Contrapuntal Pieces.                                                              | Música solista (piano)                    | 05:30    |
| 1948/57 | Sinfonía n.º 1 (rev. 1977). | Música orquestal (sinfonía)               | 50:00    |
| 1948    | Night Music, para orquesta con chelo (basado en el 2º mov. de la Sinfonía n.º 1)                                               | Música orquestal (concertante)            | 12:00    |
| 1952    | Cuarteto de cuerda n.º 1. | Música de cámara (cuarteto)               | 25:00    |
| 1952    | Twelve Bagatelles, para piano.                                                                                                 | Música solista (piano)                    | 11:30    |
| 1953    | Chamber Symphony, para nueve instrumentos.                                                                                     | Música instrumental (conjunto)            | 18:00    |
| 1953/54 | Cantio Sacra "Warum betriebst du dich, mein Herz. Variaciones para pequeña orquesta.                                           | Música orquestal                          | 12:00    |
| 1954    | David, the Psalmist, para tenor y orquesta.                                                                                    | Música vocal (orquesta)                   | 25:00    |
| 1954    | Three Psalms, para coro mixto a cappella.                                                                                      | Música coral (capella)                    | 12:00    |
| 1955    | Serenata d'Estate, para seis instrumentos.                                                                                     | Música instrumental (conjunto)            | 10:00    |
| 1955/56 | Sinfonía n.º 2. | Música orquestal (sinfonía)               | 28:00    |
| 1955/59 | Duo concertante, para violín y chelo.                                                                                          | Música instrumental (dúo)                 | 14:00    |
| 1956    | Sonata-Fantasia, para piano.                                                                                                   | Música solista (piano)                    | 23:00    |
| 1956    | Dialogues, para clarinete y piano.                                                                                             | Música instrumental (dúo)                 | 17:00    |
| 1957    | Blake Songs, para soprano y conjunto de cámara (rev. 1962)                                                                     | Música vocal (instrumental)               | -        |
| 1958    | Cheltenham Concerto, para pequeña orquesta.                                                                                    | Música orquestal (cámara)                 | 15:00    |
| 1959    | Arioso, para piano. | Música solista (piano)                    | 03:00    |
| 1959    | Bartokiana, para piano. | Música solista (piano)                    | 01:30    |
| 1959/61 | Cuarteto de cuerda n.º 2, con soprano.                                                                                         | Música de cámara (cuarteto)               | 28:00    |
| 1960    | Time-Span I. | Música orquestal                          | 10:00    |
| 1958-59 | La Bocca Della Verita, para oboe y piano (versión para violín y piano, 1964).                                                  | Música instrumental (dúo)                 | 12:00    |
| 1964    | Apocalyptica, para conjunto de viento, piano y no menos de 12 percusionistas.                                                  | Música instrumental (conjunto)            | 20:00    |
| 1964    | Nach Bach [según Bach], para piano (o clave).                                                                                  | Música solista (piano)                    | 08:00    |
| 1964/65 | Zodiac (A Circle of 12 Pieces), para orquesta (orquestación de la obra para piano Twelve Bagatelles).                          | Música orquestal                          | 14:00    |
| 1965    | Music for "The Alchemist" (sobre la obra teatral de Ben Jonson), para soprano y once intérpretes.                              | Música vocal (instrumental)               | 20:00    |
| 1965    | Black Sounds. Music from the ballet The Act. Hommage a E. Varèse, para 20 vientos y metales, piano/celesta y 4 percusionistas. | Música de ballet                          | 12:00    |
| 1965    | Contra Mortem et Tempus, para violín, flauta , clarinete y piano.                                                              | Música instrumental (cuarteto)            | 10:00    |
| 1965/69 | Music for the Magic Theatre, para pequeña orquesta (15 instrumentos).                                                          | Música instrumental (conjunto)            | -        |
| 1966    | Nach Bach Fantasia, para Harpsichord o piano.                                                                                  | Música solista (piano)                    | 09:00    |
| 1966/69 | Sinfonía n.º 3, para doble coro, coro de cámara, solistas, y gran orquesta.                                                    | Música orquestal (sinfonía)               | 40:00    |
| 1967    | Piano Trio No. 1, para piano, violín y chelo.                                                                                  | Música instrumental (trío)                | 18:00    |
| 1967    | Passions According to the 20th Century, para cantantes, quinteto de jazz, conjunto de metal, percusión, piano y cinta.         | Música instrumental (conjunto)            | 60:00    |
| 1968    | Tableaux, para soprano, dos recitadores, pequeño coro de hombres y doce intérpretes.                                           | Música vocal                              | 30:00    |
| 1968    | Fanfares, para Massed trompetas, cuernos y trombones.                                                                          | Música instrumental (conjunto)            | 06:00    |
| 1969    | Prelude on Happy Birthday, para piano.                                                                                         | Música solista (piano)                    | 05:00    |
| 1969    | Three Cantes Flamencos, para barítono alto.                                                                                    | Música vocal (piano)                      | 10:00    |
| 1969    | Eleven Songs to Poems of Paul Rochberg, para mezzosoprano y piano.                                                             | Música vocal (piano)                      | 18:00    |
| 1970    | 50 Caprice Variations, para violín.                                                                                            | Música solista (violín)                   | 62:00    |
| 1970    | Songs in Praise of Krishna, para soprano y piano.                                                                              | Música vocal (piano)                      | 40:00    |
| 1970    | Sacred Song of Reconciliation (Mizmor L'plyus), para barítono y orquesta.                                                      | Música vocal (orquesta)                   | 10:00    |
| 1972    | Cuarteto de cuerda n.º 3. | Música de cámara (cuarteto)               | 48:00    |
| 1972    | Ricordanza Soliloquy, para chelo y piano.                                                                                      | Música instrumental (violonchelo y piano) | 12:00    |
| 1972    | Electrikaleidoscope, para un conjunto amplificado de flauta, clarinete, chelo, piano y piano eléctrico.                        | Música instrumental (conjunto)            | 20:00    |
| 1973    | Ukiyo-E (Pictures of the Floating World), para arpa.                                                                           | Música solista (arpa)                     | 12:00    |
| 1973    | Imago Mundi. Poema sinfónico para gran orquesta.                                                                               | Música orquestal                          | 22:00    |
| 1973    | Behold, My Servant, para coro mixto, a cappella.                                                                               | Música coral (capella)                    | 08:00    |
| 1973/74 | Phaedra. Monodrama para mezzo-soprano y orquesta.                                                                              | Música teatral                            | 35:00    |
| 1974    | Concierto para violín y orquesta (escrito y estrenado por Isaac Stern, con Solti de director).                                 | Música orquestal (concierto)              | 36:00    |
| 1975    | Quinteto, para piano y cuarteto de cuerda.                                                                                     | Música instrumental (conjunto)            | 48:00    |
| 1975    | Trascendental Variations, para orquesta de cuerda (basado en el 3º mov del Cuarteto n.º 3).                                    | Música orquestal (cámara)                 | -        |
| 1976    | Sinfonía n.º 4. | Música orquestal (sinfonía)               | 45:00    |
| 1976    | Carnival Music, para piano. | Música solista (piano)                    | 25:00    |
| 1976    | Partita-Variations, para piano.                                                                                                | Música solista (piano)                    | 28:00    |
| 1977    | Cuarteto de cuerda n.º 4. | Música de cámara (cuarteto)               | 27:00    |
| 1977    | Songs of Inanna and Dumuzi, para alto y piano.                                                                                 | Música vocal (piano)                      | 25:00    |
| 1978    | Cuarteto de cuerda n.º 5. | Música de cámara (cuarteto)               | 27:00    |
| 1978    | Slow Fires of Autumn (Ukiyo-E II), para flauta y arpa.                                                                         | Música instrumental (dúo)                 | 18:00    |
| 1978    | Cuarteto de cuerda n.º 6. | Música de cámara (cuarteto)               | 43:00    |
| 1979    | Cuarteto de cuerda n.º 7, con barítono.                                                                                        | Música de cámara (cuarteto)               | 25:00    |
| 1979    | Book of Contrapuntal Pieces for Keyboard Instruments, para piano.                                                              | Música solista (piano)                    | -        |
| 1979    | Sonata para viola y piano. | Música instrumental (viola y piano)       | 20:00    |
| 1980    | Trio, para clarinete, trompa y piano.                                                                                          | Música instrumental (trío)                | 20:00    |
| 1980    | Octet, A Grand Fantasia, para flauta, clarinete, cuerno, piano, violín, viola, chelo, y doble bajo                             | Música instrumental (conjunto)            | 23:00    |
| 1982    | The Confidence Man, ópera en dos partes (libreto de Gene Rochberg, basado en la novela de Herman Melville).                    | Música de opera                           | -        |
| 1982    | Between Two Worlds (Ukiyo-E III), para flauta y piano.                                                                         | Música instrumental (flauta y piano)      | 10:00    |
| 1982    | String Quintet, para dos violines, viola, y dos cellos.                                                                        | Música instrumental (conjunto)            | 27:00    |
| 1983    | Concerto for oboe and orquesta (escrito y estrenado por Joe Robinson).                                                         | Música orquestal (concierto)              | 18:00    |
| 1983    | Piano Quartet, para piano, violín, viola y chelo.                                                                              | Música instrumental (cuarteto)            | 20:00    |
| 1984    | Four Short Sonatas, para piano.                                                                                                | Música solista (piano)                    | -        |
| 1984/85 | Sinfonía n.º 5 (estrenada por Solti).                                                                                          | Música orquestal (sinfonía)               | 25:00    |
| 1985    | To the Dark Wood, para quinteto de viento.                                                                                     | Música instrumental (conjunto)            | 16:00    |
| 1986    | Piano Trio No. 2, para piano, violín y chelo.                                                                                  | Música instrumental (trío)                | 23:00    |
| 1986/87 | Sinfonía n.º 6. | Música orquestal (sinfonía)               | 35:00    |
| 1987    | Three Cadenzas para Mozart Concerto de Oboe en C Major, K. 314.                                                                | Música orquestal (concertante)            | -        |
| 1987/88 | Suite No. 1 from ""The Confidence Man"" para orquesta.                                                                         | Música orquestal (suite)                  | -        |
| 1987    | Suite No. 2 from "The Confidence Man", para voces solistas, coros y orquesta.                                                  | Música orquestal (suite)                  | -        |
| 1988    | Sonata para violín y piano. | Música instrumental (violín y piano)      | 29:00    |
| 1989    | Rhapsody and Prayer, para violín y piano.                                                                                      | Música instrumental (violín y piano)      | 08:30    |
| 1989    | Ora Pro Nobis, para flauta y guitarra.                                                                                         | Música instrumental (dúo)                 | 12:00    |
| 1989/90 | Muse of Fire, para flauta y guitarra.                                                                                          | Música instrumental (dúo)                 | 18:00    |
| 1990    | Summer 1990 (Piano trío n.º 3), para violín, chelo y piano.                                                                    | Música instrumental (trío)                | 25:00    |
| 1991    | Seven Early Love Songs, para voz y piano.                                                                                      | Música vocal (piano)                      | 20:00    |
| 1991    | American Bouquet (versiones de música popular), para guitarra.                                                                 | Música solista (guitarra)                 | 25:00    |
| 1996    | Concierto para clarinete y orquesta.                                                                                           | Música orquestal (concierto)              | 26:00    |
| 1997    | Circles of Fire, para dos pianos.                                                                                              | Música solista (piano)                    | 73:00    |

### Escritos
The Aesthetics of Survival [La Estética de la supervivencia], es el título de la colección de los ensayos de Rochberg publicados por la «University of Michigan Press» en 1984. Una edición revisada y ampliada (Rochberg, 2005), fue publicada poco antes de su muerte y obtuvo el galardón «ASCAP Deems Taylor Award» en 2006.

### Escucha
- Art of the States: George Rochberg four works by the composer
- George Rochberg: Trío for Clarinet, Horn, and Piano: Liberamente e molto espressivo; allegro con moto; Adagio; Adagio/Allegro giocosamente. Nobuko Igarashi (clarinet), Robert Patterson (horn), Adam Bowles (piano) of the Luna Nova Ensemble

- Datos: Q710733